# 65658 Gurnikovskaya
65658 Gurnikovskaya este un asteroid din centura principală de asteroizi.

## Descriere
65658 Gurnikovskaya este un asteroid din centura principală de asteroizi. A fost descoperit pe 20 octombrie 1982 la Observatorul de Astrofizică din Crimeea de Liudmila Karacikina. Asteroidul prezintă o orbită caracterizată de o semiaxă mare de 2,63 ua, o excentricitate de 0,29 și o înclinație de 3,9° în raport cu ecliptica.